# 天文三角形

天球坐标系的示意图，图中由P、Z、R组成的球面三角（图中灰色区域）即为天文三角形

天文三角形（英語：Astronomical triangle），又称天文定位三角形，是指由观测者所在地平坐标处的子午圈，以及过某天体的时圈和垂直圈在天球上组成的球面三角形。该球面三角的顶点分别是天球的天极、天顶和该天体所在的位置。通过观测三角形的某些边的长度或角的大小，可以推出另外一些量的数值，这一过程体现了天文测量的基本原理。

## 数学表示

### 几何意义
天文定位三角形的三边具有一定的几何意义。假设该天体所在位置为{\displaystyle b}，天顶为{\displaystyle Z}，天极为{\displaystyle P}，则三边与天文测量中的观测量分别具有如下关系：
- {\displaystyle {\overset {\frown }{Zb}}}，该弧段在垂直圈上，其弧距与天顶距 {\displaystyle z} 相等，也即与垂直角 {\displaystyle h} 的余角相等
- {\displaystyle {\overset {\frown }{Pb}}}，该弧段在时圈上，其弧距与赤纬 {\displaystyle \delta } 的余角相等
- {\displaystyle {\overset {\frown }{PZ}}}，该弧段在子午圈上，其弧距与观测者所在地的天文纬度 {\displaystyle \varphi } 的余角相等

另可人为定义出如下观测量：
- {\displaystyle t=\sphericalangle {ZPb}}，其值为子午圈和时圈的交角
- {\displaystyle A=-\sphericalangle {PZb}}，其值为垂直圈和子午圈的交角的相反数
- {\displaystyle q=\sphericalangle {PbZ}}，其值为垂直圈和时圈的交角，该角又被称为星位角（英語：parallactic angle）

### 常用公式
天文定位三角形的各边、角可通过球面三角公式相互转换，其中常用的转换公式如：
- {\displaystyle -\sin {z}\sin {A}=\cos {\delta }\sin {t}}
- {\displaystyle \cos {z}=\sin {\varphi }\sin {\delta }+\cos {\varphi }\cos {\delta }\cos {t}}
- {\displaystyle \sin {z}\cos {A}=\cos {\varphi }\sin {\delta }-\sin {\varphi }\cos {\delta }\cos {t}}